# Bandera de Tapia de Casariego
La bandera de Tapia de Casariego (Asturias) es rectangular, de un largo equivalente a 3/2 el ancho. Está dividida horizontalmente en dos partes iguales, azul la superior, y blanca la inferior.
- Datos: Q5718810